# Cornelia Salonina
Julia Cornelia Salonina (? – Mediolanum) a Római Birodalom császárnéja, Gallienus felesége, II. Valerianus római császár, Saloninus és Marinianus anyja.

## Élete
Julia Cornelia Salonina származása ismeretlen. Egy modern elmélet szerint görög származású, Bithüniában született, aztán élete egy részét Pontoszban töltötte, Kis-Ázsiában. Ennek ellenére van bizonyos mértékű szkepticizmus az elmélettel szemben. Körülbelül tíz évvel császárnővé válása előtt ment feleségül Gallienushoz. Férje 253-ban az apjával, I. Valerianussal együtt császárrá vált, s onnantól kezdve Cornelia Saloninát Augustának hívták.
Három herceg, II. Valerianus, Saloninus és Marinianus anyja volt. Gallienust Mediolanum 268-os ostroma alatt megölték, ezután Cornelia Salonina sorsa ismeretlen. Valószínű, hogy életét megkímélték, vagy hogy családjának többi tagjával együtt a szenátus parancsára kivégezték. 
Nevét a római érméken Cornelia Salonina alakban tüntették fel; a görög érméken azonban a Iulia Cornelia Salonina, Publia Licinia Cornelia Salonina és Salonina Chrysogona nevek olvashatóak  (jelentése: aranyból született).